# 阿由葉あみ
阿由葉 あみ（あゆは あみ、12月22日生）は、日本のAV女優。マインズ所属。

## 略歴
2018年4月、エスワン専属女優としてAVデビュー。
同年7月をもって専属を離れ、企画単体女優となる。

## 人物
親からは高校卒業するまで恋愛禁止と言われていたが、内緒で17歳の時に同級生と付き合い、その彼と初体験。AVデビュー前の経験人数はこの時の彼1人だけ。
三上悠亜と天使もえの大ファンで、2人の作品は多数見ている。

## 出演作品

### アダルトDVD
2018年
- 新人 NO.1 STYLE 阿由葉あみ AVデビュー 名門お嬢様学校S級スレンダー女子大生（4月13日、エスワン）
- 現役女子大生初イキ! 絶頂ビックンビックン細腰クビレBODY（5月19日、エスワン）
- 交わる体液、濃密セックス 完全ノーカットスペシャル（6月19日、エスワン）
- 激イキ121回!痙攣4200回!イキ潮3200cc! エビ反る細腰クビレボディ エロス覚醒 はじめての大・痙・攣スペシャル（7月19日、エスワン）
- 文系痴女 むっつりスケベなお姉さんに無言でむさぼり喰われる（9月1日、MOODYZ）
- 毎朝見かけるニーハイ太ももVパンチラ女子○生が可愛くてチ○ポ硬くしてたら、「おにいさんのスケベ。」とほっぺを膨らませて怒り顔。でもすぐにウルウルした目で僕を見つめてくる、ツンフワ小悪魔だった。 4（9月6日、SWITCH）
- 顔出し!女子大生限定 ザ・マジックミラー 徹底検証! リア友の素人大学生が2人っきりの密室内で初めての相互オナニー in池袋 5 恋人にも見せたことのない公開オナニーで火照り出した友達を間近で見てしまった2人は友情よりも性欲を選びSEXをしてしまうのか? 人生初の真正中出しスペシャル!（9月7日、ディープス）他出演:心音にこ、石川祐奈、早川真白 ほか
- 清楚な友達のお姉ちゃんがオナニー依存症!?潮吹きするほど激しいオナニーで何度も痙攣絶頂する姿を目撃し、バレて怒られると思いきや…「もっとイキたいの〜!」と僕のチンポを貪りイキ潮SEX（9月7日、DOC）他出演:沖田里緒、今井麻衣、天野璃子
- 奴隷志願 9 初拘束アクメ（9月7日、MAD）
- 終電後にひっそり生本番営業 絶品エステ まさかこんなに可愛い日本人エステ嬢が本当に生で最後までしてくれるなんて･･･（9月10日、ホットエンターテイメント）他出演:須原のぞみ、彩葉みおり
- 現役OLの裏バイト Aさん（9月14日、S級素人）※「Aさん」名義
- ガチンコ素人応援プロジェクト 気がかりな童貞弟を残し他家に嫁ぐ心優しいお姉ちゃん。 婚約者との初夜を迎えるその前に、二十年来、貴方を想い続けた弟を近親相姦筆おろししてください!（9月28日、赤面女子）他出演:泉りおん、今井麻衣 ほか
- 腰の振り幅半端ない ロ〜ングスライド騎乗位（10月1日、MOODYZ）
- 毎日鏡でのチェックを欠かさない自分大好き美意識高め女は、鏡に映る自身のアクメ姿を見て興奮しイキ漏らす…（10月5日、DOC）他出演:星川凛々花、宮沢ちはる、星川光希
- わたしの性感帯を全て開発した男と再会。（10月13日、プレミアム）
- 120%リアルガチ軟派伝説 vol.65 in 三重（10月19日、プレステージ）他出演:雛菊つばさ、一宮みかり、咲々原リン ほか
- 世界一コンドームをパンパンに膨らます男の中出しドッカーンSEX（10月19日、Rookie）共演:桐谷なお
- 「私、引きこもりの同級生とその家族の人たちに 凌辱され種付けされ続けるの… そう、これから毎日…」 純粋な心が汚れた欲にまみれていく過程を存分に拝む背徳的快感（10月25日、オーロラプロジェクト・アネックス）
- SWIM STYLE COUNCIL no.1（10月26日、アスリート）
- 制服美少女がご奉仕する秘密の中出しソープランド（11月13日、無垢）
- ガチナンパ! 夏休み! 浮かれた女子大生 福岡・金沢・奈良・静岡・岡山から上京! オマ○コを限界ピストンでイかせまくれ! 合計15射精!（11月15日、ナンパーズ）他出演:ふわり結愛、山井すず、響レミ、音羽美玲
- あの手この手で種付けおねだり過剰ご奉仕メイド（12月1日、ワンズファクトリー）
- デリヘル呼んだら昔ボクをいじめていたヤンキー女が来たので激ピストンでイカせまくってやりました!（12月6日、アイエナジー）他出演:桐谷なお、川菜美鈴
- 一般男女モニタリングAV 仲良しカップル限定 徹底比較!「愛情VS巨根」 30日間の禁欲生活をした素人女子大生と彼氏がプロAV男優と人生初の3P! 2 セックスもオナニーも禁止されて感度が上がりきった彼女が求めたのは最愛の彼氏とのイチャラブよりも突然現れたデカチン男優との寝取られハードピストンセックス! 早漏彼女が彼氏にも見せたことのないアエぎ顔で何度も迎える大絶頂は1度限りでは終わらない! 4組合計45イキ!（12月7日、ディープス）他出演:美咲かんな、新垣智江 ほか
- 自画撮り 思わず吹いちゃった!! 指マン潮吹き立ちオナニー（12月15日、プリモ）他出演:あおいれな、ふわり結愛、星乃レイア、篠崎みお、深田結梨、白井ゆずか、藤波さとり、黒木いくみ、一二三鈴 ほか
- 超ヤリマンの姉友も痙攣するほどイカされまくり!性欲モンスターなんですウチの弟は…。 弟の性欲が強すぎて将来が心配…。毎日、朝から晩まで暇さえあればオナニー三昧!一日最低10回が日課で、朝起きると当然ギンギンに勃起してるので、とりあえず寝起きの一発に始まり、食後、就寝前とその底無しの性欲はもはや性犯罪者一歩手前なんです!危機感を感じた私は元ヤリマンの友達に相談すると「えっ!あんな真面目な子が?」と半信半疑。「じゃあ私がその性欲全部吸い取ってあげる!」と元ヤリマンの血が騒いだのか本領発揮!犯罪者になるよりはまだいいかと友達の提案を受け入れた。ところが弟の性欲は彼女の想像をはるかに超えおかわり連発!痙攣するほどイカされまくって、正直役に立ちませんでした。（12月19日、Hunter）他出演:花咲ひらり ほか
- ※欲求不満妻、お貸しします。 vol.01（12月28日、プレステージ）※「しずく」名義　他出演:まゆ、ゆり(音羽美玲)、ゆりか

2019年
- 現役新体操選手阿由葉あみとHしてみませんか?（1月4日、Lamia）
- 「あっダメ!ねぇそんなにしたら挿っちゃう!」「姉弟だからねエッチはできないよ…素股だけの約束でしょ?」 一人暮らしのボクの家に実家から泊まりに来た姉がボクのワイシャツ姿で素股していたらベチョベチョでズッポシ生挿入&中出し! 突然、上京してきた姉が何日かボクの部屋に泊まることになったけど、洋服がなくボクの就活で一回使っただけのワイシャツを着て寝ることに…。しかしその無防備過ぎるいやらしい姿を何日も見ていたら勃起しまくり。それを見た姉も動揺を隠しきれない。姉弟だから手を出してはいけないのはわかっている。しかし触りたい姉の胸に埋もれたいボク。数日間ずっと我慢してきたがもう我慢の限界!思わず姉の胸に手が!ヤバい!怒られると思ったら、姉もボクに触られて興奮したみたいで「絶対挿れないなら…いいよ」と素股を提案。素股をしていたら徐々に爆濡れ状態に!気持ち良過ぎて激しく腰を振ったら「ねぇそんなにしたら挿っちゃうから気を付けて!」と言われたけど、ベチョベチョしている姉のマ○コに押し付けているうちにズッポシ生挿入&中出し!（1月7日、Hunter）他出演:川菜美鈴、紗々原ゆり、音無レナ、音海里奈
- 池袋で見つけた超敏感お嬢さんがヌルヌル素股に挑戦! 何度イッてもガン突きピストンで連続中出し!（1月10日、アイエナジー）他出演:桐谷なお、城石真希、川菜美鈴、岬澪
- 童貞さんいらっしゃい! 天使のような優しい巨乳介護士さんチャレンジ・ザ・ミッション! 授乳手コキ&おっぱいハグ! 恥じらい赤面素股プレイ中ぐちょぐちょマ●コにヌルッと挿入 筆おろし 2（1月11日、S級素人）他出演:富田優衣、持田栞里
- 柔肌敏感少女（1月13日、S-Cute）他出演:今井麻衣、近藤ゆき
- 新放課後美少女回春リフレクソロジー+ Vol.019（1月25日、宇宙企画）
- #なまなま個人撮影スマホ撮り 05（2月1日、プレステージ）※「柚実」名義　他出演:アキ、さくら、まぁ
- 貞操観念常に崩壊!? ノーパンノーブラでスケベに誘惑するイクイク早漏お姉ちゃん Vol.001（2月1日、ONEZ）
- 完全盗撮 同じアパートに住む美人妻2人と仲良くなって部屋に連れ込んでめちゃくちゃセックスした件。 其の30（2月1日、変態紳士倶楽部）他出演:紺野ひかる
- レギンス失禁オナニー（2月20日、レイディックス）他出演:宮崎あや、衣織、あおいれな、桐谷なお
- 服を着たままオシッコ浴びたい（2月20日、レイディックス）
- えっちなお姉さんの淫語かたりかけぐちゅぐちゅ乳首イジリっ放しオナニー（2月21日、アイエナジー）他出演:あおいれな、高杉麻里、羽生ありさ、水嶋アリス、川菜美鈴、早乙女らぶ、三田杏、椎葉みくる、水川かずは、梨々花、城石真希、桐谷なお、岬澪、葉山りん、枢木あおい、霜月るな
- 生中出し巨乳制服美少女 Vol.006（2月22日、BAZOOKA）他出演:水樹璃子、一宮みかり、山本麻衣
- 制服女子ばかりを狙う悪徳医師の乳首こねくり健康診断 3（3月1日、変態伸士倶楽部）他出演:桃尻かのん、百瀬とあ、千夏麗
- 接写盗撮 パンティを間近で見たい! 制服女子14名イキまくりパンツ越しオナニー（3月1日、変態紳士倶楽部）他出演:桃尻かのん、桐嶋りの、蓮実クレア、水谷心音、若月みいな、宮川ありさ、通野未帆、星乃レイア、野々宮みさと、音海里奈、千夏麗、大浦真奈美、山井すず
- スローな淫語手コキで焦らされ高速パイズリでカラっカラになるまで精子を搾り取られた（3月1日、変態紳士倶楽部）他出演:蓮実クレア、野々宮みさと、桐嶋りの、水谷心音、音海里奈、千夏麗、通野未帆、若月みいな、宮川ありさ、朝比奈しの、桃尻かのん、山井すず、大浦真奈美
- ぶっかけ!OLスーツ倶楽部 9 〜枕営業もいとわないOLあみさんの成り上がりスーツと誘惑イケイケミニスカスタイル〜（3月7日、下半身タイガース）
- 働く新卒社会人と性交。 VOL.011（3月22日、BAZOOKA）他出演:山本麻衣、春埼めい、咲々原リン
- ラグジュOL ランチタイムにAV出演する働くオンナたち VOL.010（4月12日、BAZOOKA）他出演:咲々原リン、水樹璃子、黒木いくみ
- マジックミラー号 素人女子大生限定 100の質問中に突然デカチンを即ハメ! 恥じらいつつも連続ピストンでオマ○コぐちょ濡れ大絶頂!おまけに大洪水! 10人10本番!（4月25日、SODクリエイト）共演:丸山れおな　他出演:枢木あおい、有栖るる、桐山結羽、岬あずさ、富田優衣、紗凪美羽、小谷みのり、星咲凛
- マジックミラー号ハードボイルド 制服女子○生に「10万円であなたのオナニーを見せて下さい」と土下座! イッた頃に「今度は僕のオナニーを見て」と大人巨根(デカチン)を見せつける 最後には断りきれず“中出し”しちゃうなんて!（4月25日、サディスティックヴィレッジ）他出演:望月りさ、水樹璃子 ほか
- 初心で可愛い女子校生がオジサンの18センチデカチンを初体験! 「うっヤバい!大きいっ!」と感じちゃっているうちに不意打ちのゴム外しで生ハメへ! 寸止めからの乙女マ○コをイカセまくりの93イキでデカチンの虜になっちゃった女子校生たち（4月27日、FIRST STAR）他出演:加藤ももか、望月りさ、葉月桃
- 黒髪清純美少女と変態オジさんの種付け課外授業（5月1日、プラネットプラス）
- 生中出し巨乳制服美少女 Vol.006（5月17日、BAZOOKA）他出演:水樹璃子、一宮みかり、山本麻衣
- 素人女子大生ガチナンパ! うすーいラップ一枚挟んで童貞君と素股体験してみませんか? すぐに破れて生ち●ぽがズボッ! 「Hはダメっ!」と戸惑う二十歳の娘にそのまま中出ししちゃいました! 巨乳美人のみ選りすぐり 6名5時間30分スペシャル（5月31日、赤面女子）他出演:望月りさ、楠セナ、千葉ゆうか、井上愛唯、松永さな
- エッ!?こんな娘がAVに…? 超敏感で軟体な可愛すぎる女子大生（6月13日、イノセント）※「あみ」名義
- 同僚の無警戒なパンストにたまらず勃起! 抑えられずにチ○ポをこすりつけたら糸を引くほど濡れていた…（6月14日、Z-MEN）他出演:楠セナ、松永さな
- 幼なじみが親友の彼女になっていた! 目の前の成長したデカ尻に思わずチンピク! 部屋でみつけた特大バイブをブチ込めばイキ潮連発するんで即ハメ! 2（6月14日、Z-MEN）他出演:桐山結羽、夢咲ひなみ
- SOD女子社員 10名が業務中に全裸健康診断 膣の奥までチ○ポでチェックするAV会社ならではの赤面羞恥検診（6月20日、SODクリエイト）※「小澤未央」名義　他出演:松浦理恵、松本千尋、川合美緒、川野由美子、清水彩、金子千佳、大隈涼子、須賀ゆず、馬場嗣美

### アダルトVR
2018年
- アニマルコスで発情!? 2（9月8日、ブイワンVR）
- 超甘えたがりな彼女と昼夜の密着5連続生中出しSEX（9月26日、KMPVR）
- ミニスカダンスがめっちゃカワイイのになぜかファンは僕1人!! 地下アイドル・あみちゃんのパンチラと裏パフォーマンスをアリーナ席でひとり占めVR LIVE!!（10月26日、WANZ VR）
- 家出少女を拾ってきた…。 何があったか知らないけど人生に絶望していた彼女…。 初めは何も話してくれなかった彼女…。笑顔を見せてくれなかった彼女…。全然、感じてくれなかった彼女…。でもボクのいいなりで好きな時にエッチをさせてくれた…。 ただ何か物足りないと感じていたら徐々に彼女が心を開いてくれて笑顔を見せ始め、自分の事を語りだし、エッチも感じまくってくれた!! そしてボクたちは付き合いました。（11月20日、HHH-VR）他出演:八尋麻衣

2019年
- 真夏の炎天下の狭い車内で肉食系カーセックスしまくりました。 リマスターコンプリート版+超美貌ギャル欲望丸出しカーセックス+肉食系カーセックス（5月17日、VR総研9課）他出演:阿部乃みく ほか

### イメージDVD
- 清純令嬢（2018年10月23日、pistil）※「白鳥七楓」名義
- 初恋スレンダー 軟体!トキメキお嬢様（2018年11月23日、CRANE）※「愛美まひろ」名義
- 恋のハレンチ（2019年2月15日、INTEC Inc）※「佐藤由紀」名義
- Aが好きです（2019年4月26日、INTEC Inc）※「佐藤由紀」名義

## 雑誌
- VIBES 2018年7月号（源） - 表紙、グラビア
- 週刊実話 2018年9月20日号（日本ジャーナル出版） - グラビア「いい湯だなアッハ〜ン」